# Grand basset griffon vendéen
De grand basset griffon vendéen is een hondenras dat afkomstig is uit Frankrijk. Het is een grotere versie van de petit basset griffon vendéen. Het is een jachthond die gebruikt wordt bij de jacht op klein wild. Het ras is geschikt voor jacht in dichtbegroeid terrein. Het dier wordt ook wel gebruikt als gezelschapshond. Een volwassen reu is ongeveer 42 centimeter hoog, een volwassen teef ongeveer 41 centimeter.

## Verzorging
De grand basset heeft een volle vacht die zo'n drie keer per jaar moet worden geplukt. Indien de hond veel voor de jacht gebruikt wordt raakt hij een groot deel van zijn overtollige vacht kwijt in de struiken, maar bij honden die minder buiten zijn blijft de loszittende vacht zitten tussen de nieuwe haren. Het plukken gebeurt veelal in hondentrimsalons, meestal met de hand, en is een flinke klus.